# Paraducetia paracruciata
Paraducetia paracruciata är en insektsart som beskrevs av Andrej Vasiljevitj Gorochov och Kang 2002. Paraducetia paracruciata ingår i släktet Paraducetia och familjen vårtbitare. Inga underarter finns listade i Catalogue of Life.